# La Curva, Michoacán de Ocampo
La Curva är en ort i Mexiko.   Den ligger i kommunen Epitacio Huerta och delstaten Michoacán de Ocampo, i den sydöstra delen av landet, 140 km nordväst om huvudstaden Mexico City. La Curva ligger 2 371 meter över havet och antalet invånare är 138.
Terrängen runt La Curva är kuperad åt nordväst, men åt sydost är den platt. Runt La Curva är det ganska tätbefolkat, med 62 invånare per kvadratkilometer. Närmaste större samhälle är Amealco, 16,3 km öster om La Curva. Trakten runt La Curva består till största delen av jordbruksmark.